# 前田勝宏
前田 勝宏（まえだ かつひろ、1971年6月23日 - ）は、兵庫県神戸市垂水区出身の元プロ野球選手（投手）。

## 経歴

### アマチュア→西武時代
神戸市立西舞子小学校、神戸市立舞子中学校を経て神戸弘陵高校に進学した。高校3年夏にエースで甲子園に出場し、3回戦で宮地克彦がエースの尽誠学園高に敗れる。同期に出口雄大がいた。プリンスホテル硬式野球部では2年連続都市対抗野球で救援登板。残留と言われていたが、1992年のドラフト2位で西武ライオンズに入団。150km/hを超えるストレートを武器に即戦力を期待されたが、西武での3年間はイニング数を超える四球数を記録するなど制球力の悪さから満足な成績を挙げられなかった。
1995年シーズンオフ、ハワイ・ウィンターリーグで非公式ながら100マイル（約161km/h）を出し、幻の日本人100マイル投手として知られるようになる。

### ヤンキース傘下時代
その後、突如任意引退も辞さない構えでMLB挑戦を直訴。1996年シーズン開幕直前まで騒動は続いたが、最終的には「ごねてチームの和を乱す選手は不要」と激怒した当時のオーナーである堤義明の「行かせてあげれば」の鶴の一声で実現した。
西武退団後、野茂英雄に続く日本人として鳴り物入りでニューヨーク・ヤンキースと契約し、傘下のマイナーリーグのチームに所属した。ヤンキース入団会見では金髪にし、その理由を現地の記者にインタビューされると「アメリカが好きだから」とジョークを交えて発表していた。タンパの教育リーグ施設で、ヤンキース巡回投手コーチのビリー・コナーズ（カブス時代、グレッグ・マダックスを育てるなど実績がある）の下で、チェンジアップの習得やフォーム改造に取り組んだあと、A+級タンパでアメリカデビュー。約1か月後、AA級ノーウィッチ（コネチカット州）に昇格し、そのシーズンをAA級で過ごした。
翌1997年からはトレイ・ヒルマンの下でプレーするが、好結果は残せなかった。3年目の1998年にはAAA級コロンバスに昇格するが、レベルの高い打者との対戦で結果は出せずAA級に降格。アメリカで2000年まで5年間プレーしたが、その間に腕に異常を来すなど、過酷なマイナー契約だった事もあり、メジャー昇格を果たせないまま、日本の野球界へ戻ることになる（マイナー時代、伊良部秀輝とチームメイトだったこともある）。5年間のほとんどを過ごしたAAでの通算成績は、17勝19敗・防御率4.81であった。

### 中日→台湾・イタリア・中国時代
2001年、中日ドラゴンズにテスト入団。NPB復帰を果たしたものの、一軍登板はなくわずか1年で戦力外となった。
2002年には中華職業棒球大聯盟（CPBL）の興農ブルズ（登録名は前田克拓）、2003年はイタリア・セリエAのフォルティトゥード・ベースボール・ボローニャ、2004年は中国野球リーグの上海ゴールデンイーグルスで再び海外に活躍の場を求めた。

### アマチュア復帰
2005年からは専門学校であるアスピア学園の野球部にコーチ兼任投手としてアマ復帰し、第76回都市対抗野球大会に三菱重工神戸の補強選手として出場したが、この年限りでアスピア学園は休部。チームを率いていた木立章成が新クラブチーム「岩手21赤べこ野球軍団」の監督に招聘されたことから木立と行動を共にして2006年から岩手21赤べこ野球軍団に移籍。同僚の関連太郎と共に、エースとしてチームを牽引していた。岩手21赤べこ野球軍団は2007年の第78回都市対抗野球大会に初出場を果たしたが、1回戦で敗戦（前田は登板機会なし）、チームも資金難からこのシーズン限りで解散した。

### 独立リーグ時代
2008年、四国・九州アイランドリーグの長崎セインツに入団。本人は「NPB復帰を目指す」とコメントしていた。同年4月5日、NHK総合テレビジョンで放映された『スポーツタイム』でセインツに入団するまでの経緯と野球に対する思いが家族との団欒を交えて紹介された。6月28日、チームのスタッフ交代に伴い、投手コーチを兼任することが発表された。さらに7月5日には、スケジュールの都合で臨時監督の島田誠が全試合のベンチ入りが不可能なため総監督に退き、その後任として現役選手のまま監督代行に就任した。
同年7月21日の対愛媛マンダリンパイレーツ戦において、相手選手に対する暴力行為により退場処分を受ける。リーグは後日、前田に対して1試合の出場停止と球団からの指導という処分を下した。2008年シーズンは33試合に登板、9勝5敗で防御率1.90という成績であった。監督代行となってからは文字通りチームを引っ張り、前期最下位であったチームを5位に浮上させた。シーズン終了後に退団。
2009年、関西独立リーグ (初代)の明石レッドソルジャーズに入団。
2010年よりコーチ兼任となるが、自身の給与が未払いとなるなどして生活に困り、スポーツDEPOでのアルバイトを始める。同年8月19日、自身の申し出により退団し、引退することを決意。ホームページに退団コメントが掲載された。

### 引退後
引退後、2010年9月よりスポーツDEPO学園南インター店でベースボールアドバイザーとして勤務中。2018年7月、フジテレビの『ニチファミ!』（特捜！激撮！張り込みマネースコープ)で近況が紹介され、年収は700万円にも届かないながら、スポーツ用品店の野球担当という仕事や定収のあることについて、不安定な生活が長かったので安定した仕事によって給与を得られることはありがたく感謝の気持ちで一杯であるとコメントしている。また、母校の神戸弘陵高校で野球部の技術指導や女子野球部のコーチも担当している。2021年の記事では、「マスターズ甲子園」を目標に休日には草野球に参加してマウンドに立ち、調子のよいときには130km/h台の球速も出すと紹介されている。

## 詳細情報

### 年度別投手成績
| 年 度     | 球 団     | 登 板 | 先 発 | 完 投 | 完 封 | 無 四 球 | 勝 利 | 敗 戦 | セ 丨 ブ | ホ 丨 ル ド | 勝 率 | 打 者 | 投 球 回 | 被 安 打 | 被 本 塁 打 | 与 四 球 | 敬 遠 | 与 死 球 | 奪 三 振 | 暴 投 | ボ 丨 ク | 失 点 | 自 責 点 | 防 御 率 | W H I P |
| --------- | --------- | ----- | ----- | ----- | ----- | -------- | ----- | ----- | -------- | ----------- | ----- | ----- | -------- | -------- | ----------- | -------- | ----- | -------- | -------- | ----- | -------- | ----- | -------- | -------- | ------- |
| 1993      | 西武      | 12    | 1     | 0     | 0     | 0        | 0     | 1     | 0        | --          | .000  | 84    | 17.0     | 17       | 1           | 17       | 0     | 1        | 21       | 4     | 0        | 9     | 9        | 4.76     | 2.00    |
| 1994      | 西武      | 11    | 0     | 0     | 0     | 0        | 0     | 1     | 0        | --          | .000  | 100   | 20.0     | 25       | 2           | 17       | 0     | 0        | 21       | 1     | 0        | 9     | 9        | 4.05     | 2.10    |
| 1995      | 西武      | 2     | 0     | 0     | 0     | 0        | 0     | 0     | 0        | --          | ----  | 13    | 1.2      | 2        | 0           | 6        | 0     | 0        | 0        | 0     | 0        | 3     | 3        | 16.20    | 4.80    |
| 2002      | 興農      | 24    | 10    | 2     | 0     | 0        | 3     | 4     | 5        | 0           | .429  | 394   | 91.0     | 89       | 3           | 39       | 0     | 7        | 58       | 9     | 0        | 47    | 43       | 4.25     | 1.41    |
| NPB：3年  | NPB：3年  | 25    | 1     | 0     | 0     | 0        | 0     | 2     | 0        | --          | .000  | 197   | 38.2     | 44       | 3           | 40       | 0     | 1        | 42       | 5     | 0        | 21    | 21       | 4.89     | 2.17    |
| CPBL：1年 | CPBL：1年 | 24    | 10    | 2     | 0     | 0        | 3     | 4     | 5        | 0           | .429  | 394   | 91.0     | 89       | 3           | 39       | 0     | 7        | 58       | 9     | 0        | 47    | 43       | 4.25     | 1.41    |

### 記録
NPB
- 初登板：1993年6月17日、対近鉄バファローズ11回戦（西武ライオンズ球場）、9回表に3番手で救援登板・完了、1回無失点
- 初奪三振：同上、9回表に安達俊也から空振り三振
- 初先発：1993年10月14日、対オリックス・ブルーウェーブ26回戦（西武ライオンズ球場）、3回3失点で敗戦投手

### 背番号
- 19 （1993年 - 1996年途中）
- 52 （2001年）
- 47 （2002年）
- 41 （2008年 - 2010年）